# Risotto

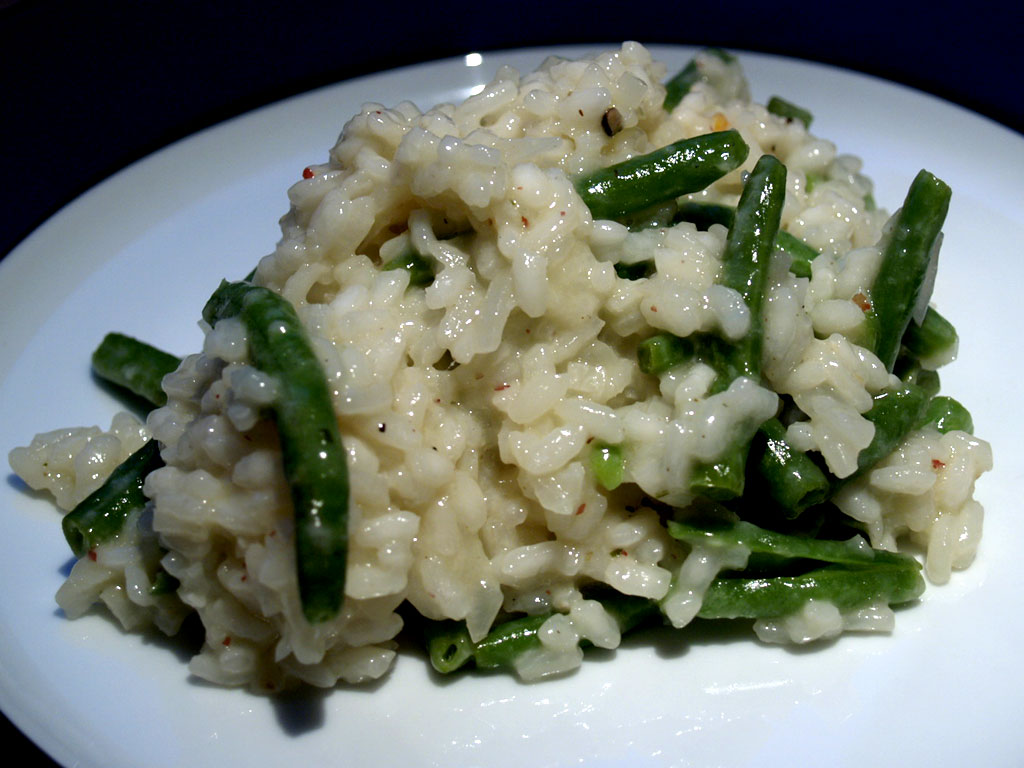
Risotto med gröna bönor

Risotto, från en diminutivform av "ris", är en italiensk maträtt som görs av ris kokt i buljong. Riset är mellankornigt eller rundkornigt. Maträtten är vanlig i norra Italien i områdena runt Poslätten där just ris odlas i stor utsträckning, men det finns många lokala varianter på olika platser i landet. Risotton fungerar som en grund som man sedan kan smaksätta med allt från grönsaker, svamp, kött eller fisk till skaldjur.

## Risvariationer
Man bör använda avorioris, arborioris, vialone nano eller carnaroliris.  Vissa kockar anser att avorioris inte är ett riktigt risottoris.[källa behövs]

## Tillagning
Risotto tillagas från grunden genom att lök eller schalottenlök upphettas i en kastrull med olivolja, varefter ris tillsätts som får fräsa tills det blir blankt och nästan transparent, men inte brynt. Därefter tillsätts vitt eller rött vin som skall absorberas av riset, följt av varm buljong som hälls i omgångar under omrörning tills en krämig konsistens uppstår. Som avslutning tillsätt ofta riven parmesan, pecorino eller grana padano.
En av de mer kända risottorätterna är "risotto alla milanese" (uppkallat efter staden Milano) som är smaksatt med parmesanost och saffran.
Risotto är en av Italiens nationalrätter.[källa behövs]